# Stormy Weather (chanson)
Pour les articles homonymes, voir Stormy Weather.
Clip vidéo
[vidéo] « Lena Horne - Stormy Weather (1943) », sur YouTube
[vidéo] « Ethel Waters - Stormy Weather (1933) », sur YouTube
[vidéo] « Ivie Anderson & Duke Ellington - Bundle Of Blues (1933) », sur YouTube
[vidéo] « L'esprit de Chanel - Vanessa Paradis - CHANEL N°5 », sur YouTube
Stormy Weather (Keeps Rainin' All the Time) (Temps orageux (il pleut tout le temps), en anglais) est un standard de jazz américain écrit par Ted Koehler et composé par Harold Arlen. Il est interprété et enregistré avec succès en 1933 par Ethel Waters au Cotton Club de New York avec le big band de Duke Ellington. Sa reprise entre autres par Lena Horne pour le film musical Symphonie magique (Stormy Weather) de 1943 est un des plus importants succès de sa carrière.

## Histoire

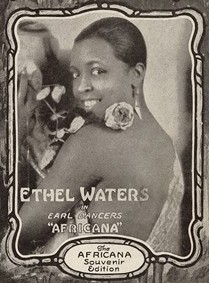
Ethel Waters, en 1927.

Ted Koehler et Harold Arlen écrivent et composent cette chanson d'amour, sur des airs rêveurs et nostalgiques de jazz blues, pour la revue « The Cotton Club Parade » de 1933 du Cotton Club de Harlem à Manhattan, alors célèbre club de jazz newyorkais, où la chanteuse de jazz américaine Ethel Waters triomphe avec le big band de Duke Ellington « Oui, j'aime le temps orageux, depuis le rebord de ma fenêtre... mais cela ressemble à de l'amour, de l'amour, de l'amour, mais je trouverai une autre âme... ». Le court métrage Paramount Bundle of Blues (1933) reprend alors ce succès au cinéma, interprété par Ivie Anderson avec le big band et l'ambiance initiale filmée du Cotton Club de Duke Ellington.
Leo Reisman et son orchestre l'enregistre en single pour la première fois le 7 avril 1933. Le single d'Ethel Waters, de mai 1933, se classe en tête des ventes américaines pendant 11 semaines. Cet enregistrement historique est depuis intronisé au Registre national des enregistrements de la bibliothèque du Congrès des États-Unis.
Le titre donne son nom au film musical Symphonie magique (Stormy Weather) de 1943, titre joué et interprété par l'actrice Lena Horne avec le big band de Cab Calloway (intronisé Grammy Hall of Fame Awards, 26e des Songs of the Century, et 30e des AFI's 100 Years... 100 Songs).

## Reprises et adaptations
Ce standard de jazz est depuis repris et adapté par de nombreux interprètes, dont : 
- 1933 : Leo Reisman et son orchestre
- 1933 : Ethel Waters et Duke Ellington[9]
- 1933 : Ivie Anderson et Duke Ellington
- 1933 : Bert Ambrose and his Orchestra[10]
- 1933 : Harold Arlen[9]
- 1933 : Les Comedian Harmonists (version française Quand il pleut, d'André de Badet)
- 1937 : Adelaïde Hall[11]
- 1941 : Connee Boswell[12], et album Swing Parade of 1946[13]
- 1943 : Lena Horne, pour le film musical Symphonie magique (Stormy Weather)
- 1945 : Frank Sinatra (single Ol' Man River, et albums No One Cares (en) de 1959 et L.A. Is My Lady (en) de 1984)[9]
- 1948 : Peggy Lee (album Rendezvous with Peggy Lee (en))
- 1952 : Dinah Washington
- 1952 : The Five Sharps (en)[14]
- 1953 : Billie Holiday (album Tenderly)[9]
- 1957 : Louis Armstrong (album Louis Under the Stars (en))
- 1958 : The Spaniels (en) (on Vee-Jay Records #290)[15]
- 1959 : Red Garland Trio (album All Kinds of Weather)[16]
- 1959 : Roy Hamilton (album Have Blues Must Travel)[17]
- 1960 : Cab Calloway (album Hi De Hi De Ho)
- 1960 : Etta James (album At Last!)[18]
- 1960 : Sarah Vaughan (album Dreamy)
- 1960 : Charles Mingus et Eric Dolphy (album Mingus!)[9]
- 1960 : Billy Eckstine (album Once More with Feeling)[9]
- 1961 : Ella Fitzgerald (album Ella Fitzgerald Sings the Harold Arlen Song Book (en))
- 1961 : Judy Garland (albums London Sessions[19] et Judy at Carnegie Hall[20],[21])
- 1965 : Bing Crosby (album Bing Crosby's Treasury – The Songs I Love (en))
- 1966 : George Benson (album It's Uptown)[22]
- 1969 : Ringo Starr[23].
- 1970 : Liza Minnelli (album New Feelin)
- 1977 : Mary Lou Williams (album Live at the Keystone Korner)[9]
- 1980 : Elisabeth Welch[24]
- 1982 : Viola Wills[25].
- 1984 : Carmel (album The Drum is Everything)[26]
- 1985 : Tackhead (album Power Inc. Volume 1 1985-1987)[27]
- 1987 : Woody Shaw with Steve Turre (album Imagination)[9]
- 1987 : Saundra Santiago (dans un épisode de la série télévisée Deux Flics à Miami)
- 1990 : Jeff Lynne (album Armchair Theatre)[28]
- 1991 : Vanessa Paradis, pour le court métrage publicitaire L'Esprit de Chanel, du parfum Coco de Chanel
- 1991 : Paloma San Basilio (album Placido, Paloma - Por Fin Juntos!)[29]
- 1996/1999 : The Phil Collins Big Band, Phil Collins, Quincy Jones et Tony Bennett, au Festival de Jazz de Montreux (album Plays Well with Others)
- 2000 : Joni Mitchell (album Both Sides Now)[30]
- 2001 : Tony Bennett et Natalie Cole (album Playin' with My Friends: Bennett Sings the Blues)
- 2002 : Reigning Sound (en) (album Time Bomb High School)[31]
- 2012 : Sylvia Brooks (en) (album Restless)[32]
- 2017 : Bob Dylan (album Triplicate)[33]

## Au cinéma
- 1933 : Bundle of Blues, court métrage Paramount, interprétée par Ivie Anderson avec l'orchestre de Duke Ellington[3],[34],[35].
- 1943 : Symphonie magique (Stormy Weather) film musical d'Andrew L. Stone, interprétée par Lena Horne.
- 1984 : Cotton Club, de Francis Ford Coppola, interprétée par Lonette McKee[36].

- 1991 : L'Esprit de Chanel (ou L'Oiseau de paradis) court métrage publicitaire de Jean-Paul Goude, où Vanessa Paradis incarne le canari de Coco Chanel, qui siffle cet air pour son parfum Coco de Chanel[37].

## Quelques distinctions
- 1933 : Great American Songbook
- 2000 : Grammy Hall of Fame Awards pour la version de Lena Horne[8].
- 2001 : 26e des Songs of the Century (Lena Horne)
- 2004 : Registre national des enregistrements de la bibliothèque du Congrès des États-Unis, pour l'enregistrement original d'Ethel Waters[6].
- 2004 : 30e des AFI's 100 Years... 100 Songs (Lena Horne).